# ウイルス血症
ウイルス血症（ウイルスけっしょう 英: viremia, viraemia）とはウイルスが血流に侵入し全身へと移動する医学的状態。類似の用語として細菌が血流に侵入する菌血症がある。

## 一次ウイルス血症
一次ウイルス血症は、初期の感染部位から血液への最初の拡散を意味する。
狂犬病ウイルスを例として説明すると、狂犬病に罹患しているイヌの咬傷により、狂犬病ウイルスが筋組織に侵入、これが初期感染部位となって増殖する。増殖したウイルスは血中へのウイルス排出が起こり、一次ウイルス血症となる。
ワクチンの投与は、感染前に体内に免疫を獲得させて予防する目的のほか、感染が疑われるがウイルス排出前の暗黒期や感染の診断に時間がかかる場合などにワクチンを投与して免疫系への介入を試みる。免疫系が抗体を獲得し難い場合では、一次ウイルス血症の発症は宿主細胞への感染まで間もないことを意味する。
一次ウイルス血症により血中へのウイルス排出が生じ、血流を介して初期の感染部位より効率よく増殖できる自然宿主細胞へと辿り着く。 

## 二次ウイルス血症
二次ウイルス血症は、感染した組織からウイルスが血液やリンパ液などの循環系に再度侵入することを意味する。
狂犬病の例では、一次ウイルス血症のため全身にウイルスが運ばれ、やがて第二の感染部位である中枢神経系へ到達する。狂犬病特有の中枢神経障害は、この中枢神経系への感染によって発症する。この感染した中枢神経組織、特に脳でウイルスが増殖し、再び血中へ排出される。これが二次ウイルス血症である。発症後は脳でウイルス排出が生じている。狂犬病では発症から1週間以内で中枢神経障害による呼吸障害などで死亡するが、免疫の獲得には時間を要するため、狂犬病の例では二次ウイルス血症や神経障害発症後ではワクチンはほぼ間に合わない（Jeanna Gieseが治癒した唯一の例である）。したがって、二次ウイルス血症前のワクチネーションが有効となる。
ウイルスは細胞内のDNA転写を利用して増殖するが、このDNAを感染した細胞から排除できないため完全にウイルスの増殖を止めることができない。このため発症後は変質した組織や細胞の除去、薬剤投与によりDNAの発現を最小限に抑える細胞活動の抑制などが治療の中心となるが副作用も強い。これを治療に代わって行うのが免疫系であり、抗ウイルス治療では極めて重要となる。

## 能動と受動
「能動的な」ウイルス血症はウイルスが複製され血流に侵入することで起こる。その一例として、麻疹では気道の上皮粘膜で第一次ウイルス血症を発症し、そこでウイルスが複製されて基底細胞層から排出され毛細血管や血管に流入する。
「受動的な」ウイルス血症は血流へのウイルス侵入にウイルス複製を要しない。一例としてカが媒介するウイルスが外傷から、または輸血によって流入するなどがある。

## 引用文献
1. ↑  Ryan KJ, Ray CG (editors) (2004). Sherris Medical Microbiology (4th ed. ed.). McGraw Hill. pp. 881. ISBN 0838585299
2. ↑  Lodmell DL, Dimcheff DE, Ewalt LC. "Viral RNA in the bloodstream suggests viremia occurs in clinically ill rabies-infected mice." Virus Res. 2006 Mar;116(1-2):114-8. Epub 2005 Oct 19.
3. ↑  Cerino A, Bissolati M, Cividini A, Nicosia A, Esumi M, Hayashi N, Mizuno K, Slobbe R, Oudshoorn P, Silini E, Asti M, Mondelli MU. "Antibody responses to the hepatitis C virus E2 protein: relationship to viraemia and prevalence in anti-HCV seronegative subjects." J Med Virol. 1997 Jan;51(1):1-5.
4. ↑  Gribencha SV, Barinsky IF. "Viraemia in rabies." Acta Virol. 1982 Jul;26(4):301.
5. ↑  Mulupuri P, Zimmerman JJ, Hermann J, Johnson CR, Cano JP, Yu W, Dee SA, Murtaugh MP. "Antigen-Specific B-cell Responses to Porcine Reproductive and Respiratory Syndrome Virus Infection." J Virol. 2007 Oct 17
6. ↑  Lai CJ, Goncalvez AP, Men R, Wernly C, Donau O, Engle RE, Purcell RH. "Epitope determinants of a chimpanzee dengue virus type 4 (DENV-4)-neutralizing antibody and protection against DENV-4 challenge in mice and rhesus monkeys by passively transferred humanized antibody." J Virol. 2007 Dec;81(23):12766-74. Epub 2007 Sep 19.